# Fascitis necrosante
La fascitis necrosante, también llamada fascitis necrotizante, es una infección aguda que se extiende por el tejido celular subcutáneo y la fascia, produciendo una rápida necrosis tisular, con grave afección del estado general.

## Historia
Los conocimientos y nociones sobre fascitis necrosante han ido variando durante la historia, desde su descubrimiento hasta la actualidad. Ha sido descrita en la antigüedad con otros nombres, sin embargo la similitud de los síntomas descritos demuestran que se trata de fascitis necrosante. Se obtuvieron referencias de la misma por parte de Hipócrates, Galeno y Avicena. En el siglo XVIII fue denominada «úlcera maligna». Es durante el 1820 cuando el cirujano militar Joseph Jones da detalles acerca de esta afección, a la que llama «gangrena de hospital». Durante los años siguientes, la fascitis necrosante fue conocida y temida en los hospitales de guerra, mientras que en  hospitales civiles era difícil de encontrar. Hasta el siglo XX se la siguió llamando Gangrena de hospital, o en su defecto, «Fagedeno». En 1883, Fournier publica su trabajo sobre la gangrena del periné y los genitales. Esta variante de fascitis necrosante  es denominada gangrena de Fournier incluso en la actualidad. Durante el siglo XX fue llamada de varias maneras, entre ellas «erisipela necrosante» y «Gangrena  estreptocócica aguda hemolítica». En el año 1952 se llegó a la actual denominación de fascitis necrotizante acuñada por B. Wilson. Ese nuevo término incluía ya los dos tipos de fascitis necrosante.

## Epidemiología
La mortalidad global de la fascitis necrosante oscila entre el 20 y el 47%. Entre los pacientes con fascitis necrosante del tipo I o II en quienes el diagnóstico se lleva a cabo dentro de los 4 días desde la aparición de los síntomas iniciales, la mortalidad se reduce al 12%. 
La presencia de toxicidad sistémica debe alertar al médico de que no se trata de una celulitis simple. 

## Clasificación
El término fascitis necrosante engloba dos entidades bacteriológicas: 
- En el tipo I, se aísla por lo menos una especie anaerobia (habitualmente Bacteroides o Peptostreptococcus) en combinación con una o más especies anaerobias facultativas, tales como estreptococos no pertenecientes al Grupo A (ese es el caso de la fascitis necrosante de  tipo II, como se explica más adelante) y miembros de enterobacterias (por ejemplo E. coli, Enterobacter, Klebsiella, Proteus). Un aerobio obligado, como el Pseudomonas aeruginosa, rara vez es componente de tal infección mixta. Los casos en los que solo están presentes anaerobios parecen infrecuentes.
- En el tipo II, correspondiente a la entidad conocida como gangrena estreptocócica hemolítica, se aíslan estreptococos del grupo A (también denominado Streptococcus pyogenes) en solitario o en combinación con otras especies, más habitualmente Staphylococcus aureus.

## Factores de riesgo
La gangrena estreptocócica hemolítica se produce tras traumatismos leves, heridas punzantes o cirugía, especialmente en el contexto de diabetes y vasculopatía periférica, aunque la cirrosis y el tratamiento corticosteroideo también han sido factores predisponentes. La fascitis necrosante está presente en aproximadamente la mitad de los casos del síndrome de shock tóxico estreptocócico. 

## Cuadro clínico
Suele ser un proceso agudo, pero en raras ocasiones sigue un curso subagudo progresivo. La fascitis necrosante puede afectar a cualquier parte del cuerpo, pero es más frecuente en extremidades, especialmente en las piernas. Otros lugares de predilección son la pared abdominal, las áreas perianal e inguinales y las heridas posquirúrgicas. 
La puerta de entrada suele ser una zona de traumatismo (laceración, abrasión, quemaduras, picaduras de insectos), una laparotomía llevada a cabo en presencia de contaminación peritoneal (traumatismo abdominal penetrante o perforación de una víscera) u otro procedimiento quirúrgico, un absceso perirrectal, úlcera de decúbito o una perforación intestinal. Algunos casos especiales en los que se puede desarrollar una fascitis necrosante se encuentran la diabetes mellitus, el alcoholismo y el abuso de drogas intravenosas. 
El área afectada está inicialmente eritematosa, inflamada, sin bordes definidos, caliente, brillante, muy sensibilizada y dolorosa. El proceso progresa rápidamente a lo largo de varios días, con cambios de color cutáneo de rojo violáceo a manchas gris-azuladas. De 3 a 5 días después se pueden ver roturas cutáneas con ampollas y gangrena cutánea franca. El área afectada ya no está sensibilizada, ha quedado anestesiada debido a la trombosis de pequeños vasos sanguíneos y a la destrucción de los nervios superficiales localizados en el tejido subcutáneo necrótico afectado. La anestesia puede suceder antes de la necrosis cutánea, en cuyo caso puede ser una pista de que el proceso cutáneo no es una celulitis simple. La inflamación pronunciada y el edema pueden ocasionar un síndrome compartimental con una mionecrosis extensa como complicación. 
A menudo existe gas subcutáneo en la forma polimicrobiana de la fascitis necrosante, especialmente en pacientes con diabetes mellitus.

## Diagnóstico
En las pruebas de laboratorio suele haber leucocitosis. Los frotis con tinción de Gram del exudado revelan generalmente una combinación de microorganismos o, en el caso de la gangrena estreptocócica, cadenas de cocos grampositivos. 
El hemocultivo a menudo es positivo. Puede aparecer hipocalcemia (sin tetania) cuando la necrosis del tejido subcutáneo es extensa. 

## Diagnóstico diferencial
- La gangrena de Fournier es una forma de fascitis necrosante de etiología polimicrobiana, que se inicia en el escroto y que se extiende por el periné y la pared abdominal.[3]
- Celulitis
- Piomiositis
- Gangrena gaseosa